# Los Olmillos
Los Olmillos es una localidad del municipio de Villamuriel de Cerrato, perteneciente a la comarca del Cerrato, en la provincia de Palencia comunidad autónoma de Castilla y León, en España.
Dedica su nombre a la multitud de olmos pequeños que se encontraban en las cercanías de la localidad cuando comenzó su edificación. Se trata de un barrio de Villamuriel de Cerrato distante 2,1 km de dicho núcleo de población.
Se encuentra situado junto a la ribera del río Carrión. 
Se constituyó en torno a 1980 como una urbanización colindante con la factoría de automóviles Renault. En sus inicios tan sólo eran 10 bloques, de los cuales solo se habitaban 6, de uso residencial con zonas ajardinadas y un parque infantil. El crecimiento demográfico ha provocado la finalización de los 4 bloques restantes, más la construcción de nuevos bloques de viviendas y varias urbanizaciones de chalets contiguas.
La urbanización de los Olmillos, cuenta con muchos servicios, pequeños comercios, plazas, parques infantiles, aparcamientos, servicio de autobús, parroquia y local social y de actividades. 
Celebra sus fiestas en julio, durante la semana anterior a la de la  fiesta de Santiago, coincidiendo con la fecha en la cual se comenzó a vivir en el barrio, allá por el año 1984.

## Demografía
Evolución de la población en el siglo XXI
| Gráfica de evolución demográfica de Los Olmillos entre 2000 y 2020 |
|                                                                    |
| Población de derecho (2000-2020) según el padrón municipal del INE |

## Patrimonio arquitectónico
En su término se encuentra la antigua Fábrica Azucarera Palentina, construida en el año 1901 por el muy célebre arquitecto palentino Jerónimo Arroyo. A día de hoy, la azucarera está en un avanzado estado de deterioro, causado por la falta de mantenimiento, así como la presencia de palomas y cigüeñas en la chimenea. En su día, la azucarera estaba formada por más edificios, pero solo se conservan dos, la nave de la chimenea y el edificio paralelo a la autovía P-11, (entrada a Palencia). El edificio más grande está compuesto por 8 naves, siendo la más grande la central con forma de T.
Una de las naves, concretamente la segunda contando por el norte, tiene cuatro plantas y una quinta de la que sólo se conservan las vigas. Estas plantas tienen en el centro un agujero octogonal geométrico de unos dos metros  y medio de apotema. Otra sala muy singular es la más grande, en la cual, tras un derrumbe se pudo comprobar la existencia de una escalera que se dirige a un sótano (actualmente es imposible entrar). 
La nave de la chimenea conserva sus dos portones metálicos originales, uno está cerrando el lado que da a una calle y el otro está en el interior ya que no están los carriles por los que se desplazaba en su momento.

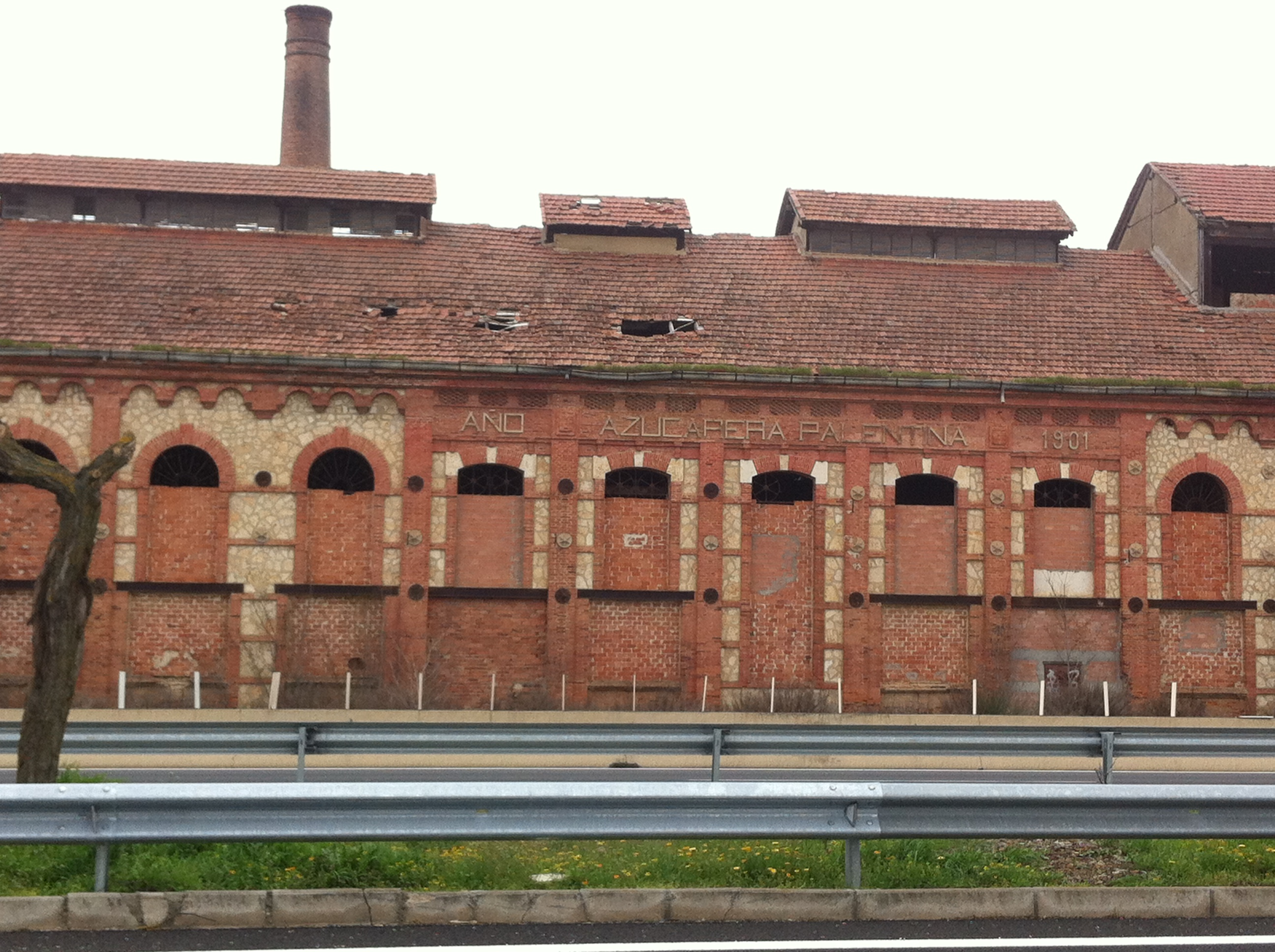
Fachada "principal", vista desde la autovía.
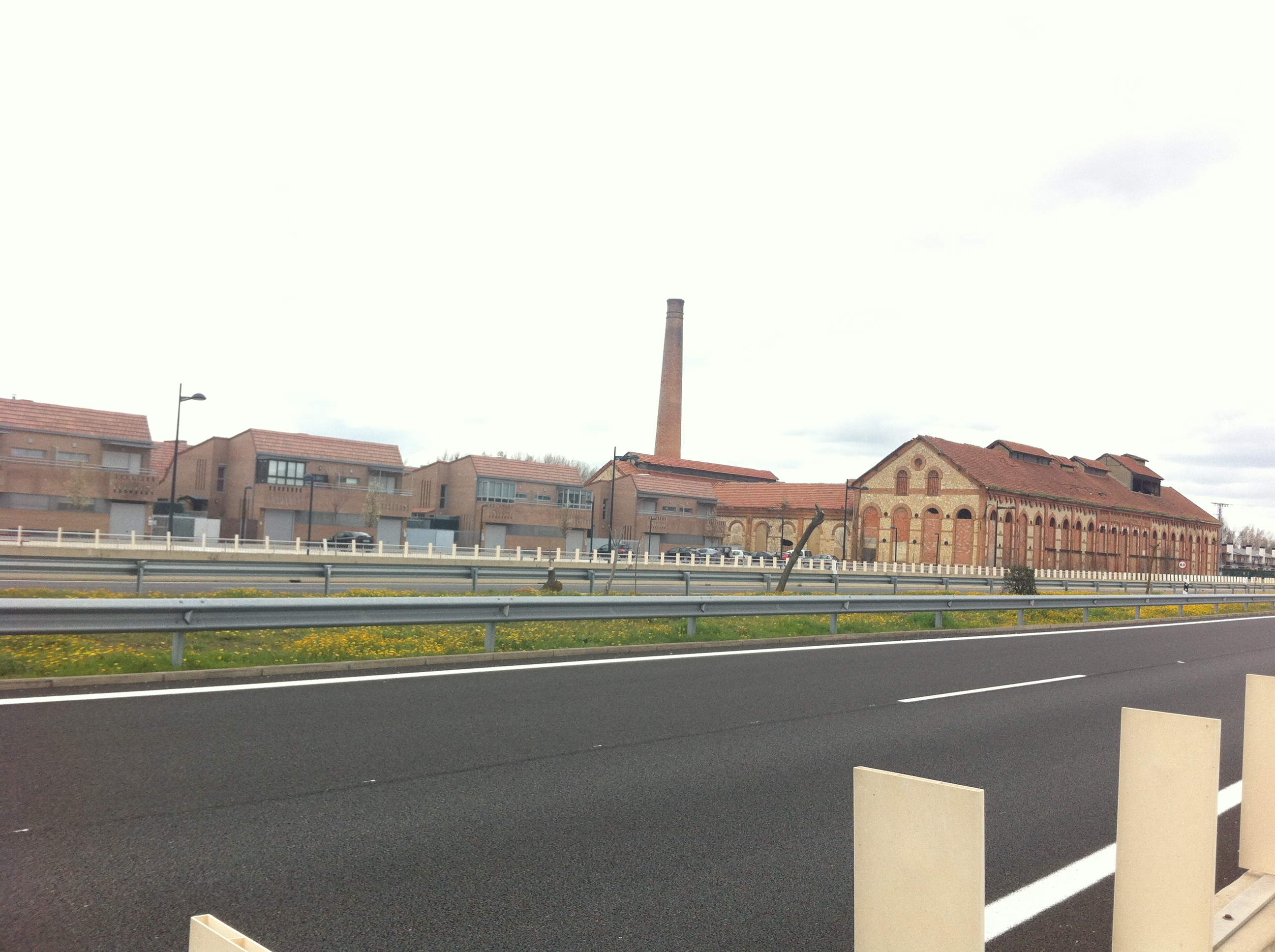
Chimenea y nave principal (derecha).
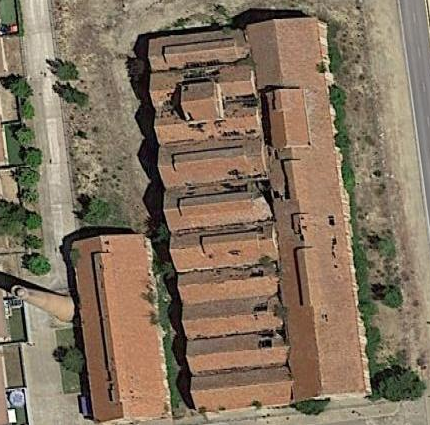
Vista aérea de la Azucarera (2020)